# Palirika basilikos
Palirika basilikos är en tvåvingeart som beskrevs av Christine Lynette Lambkin och Yeates 2003. Palirika basilikos ingår i släktet Palirika och familjen svävflugor. Inga underarter finns listade i Catalogue of Life.